# Luna 1965A
Luna 1965A fu il settimo tentativo da parte dell'URSS di eseguire un atterraggio morbido sulla Luna.
La missione fu un insuccesso: lanciata il 10 aprile 1965, il terzo stadio del razzo vettore non funzionò a causa di un problema di pressione e la sonda non raggiunse mai lo spazio.